# Lavassaare
Lavassaare (Duits: Lawasaar) is een plaats in de Estische provincie Pärnumaa met 436 inwoners (2021), sinds november 2017 behorend tot de gemeente Pärnu. 
Lavassaare is een van de vijf plaatsen in Pärnumaa met de status van alev (kleine stad). Tot 26 oktober 2013 was Lavassaare een afzonderlijke landgemeente, die als alevvald alleen de plaats zelf en niet de omgeving omvatte. Tussen 2013 en 2017 behoorde Lavassaare tot de gemeente Audru.

## Bevolking
De plaats had 460 inwoners op 31 december 2011 en 445 inwoners op 31 december 2021.

## Geschiedenis
Lavassaare is nauw verbonden met de turfwinning: de plaats ontstond rond een turffabriek, die hier in 1919 werd gesticht. In 1954 werden de fabriek en de nederzetting naar hun huidige locatie verplaatst. De fabriek behoort thans tot AS Tootsi Turvas, een dochter van het Finse Vapo OY.
De smalspoorlijn waarlangs in het verleden de turf naar de textielfabrieken van Sindi werd vervoerd, is sinds 1987 als museumspoorlijn in gebruik.